# Bársonyatkafélék
A bársonyatkafélék (Trombidiidae) a pókszabásúak (Arachnida) osztályába, azon belül a bársonyatka-alakúak (Trombidiformes) rendjébe tartozó ízeltlábúcsalád. Világszerte mintegy 3 ezer fajuk él, ezek többsége a trópusi égöv alatt. Magyarországon tavasszal a törpe bársonyatka (Microtrombidium pusillum) és a közönséges bársonyatka vagy bíboratka (Trombidium holosericeum) gyakori.

## Megjelenésük
Viszonylag nagy testű atkák, testhosszuk a 4–5 millimétert is elérheti. Nevüket a testfelületüket borító, finom, bársonyos szőrzetről kapták, amelynek színe élénk skarlátvörös, narancsvörös vagy barna, ritkán fehér. Csáprágójuk végíze sarló alakú.

## Életmódjuk
Jellemzően kövek alatt, sziklákon vagy a talajon élnek. Ragadozó életmódot folytatnak, petékkel, lárvákkal és apró rovarokkal táplálkoznak.
Petéiket a talajba rakják, s hatlábú narancsvörös lárváik a felszíni lágy szárú növények szárán, levelein tartózkodnak. Mintegy ötven bársonyatkafaj lárvája élősködő életmódot folytat, szájszerveikkel az ember vagy más meleg vérű állat testfelületéhez tapadva annak feloldott hámsejtjeivel és szövetnedveivel (de nem vérrel) táplálkozik. Csípésük, pontosabban emésztőváladékuk az emberi bőrön viszkető kiütést okozhat (trombidiózis), illetve a feltételezések szerint különféle betegségek terjesztői is lehetnek. Néhány nap elteltével, jóllakottan a gazdaállatról a talajra hullanak, s további életüket a talajszinten élik le.